# Lojang
Lojang (kínaiul: 洛阳, pinjin átírással: Luòyáng) prefektúra szintű nagyváros  Kelet-Kínában, Honan tartományban, a Luo folyó partján. Ipari központ. Lakossága 2010-ben 1,85 millió, az agglomerációs térséggel 6,5 millió fő volt.
A környező terület már az újkőkorszakban lakott volt. A város eredete a Kr. e. 2. évezredig nyúlik vissza, s Anjanggal és Csengcsouval együtt a Sang-dinasztia egyik fő központja volt. Kr. e. 770-től 221-ig a keleti Csou-királyság fővárosa. Több fontos régészeti feltárás történt a környéken. A város mellett délre található a világörökség részét képező Lungmen-barlangok nevű buddhista sziklatemplomok.

## Galéria

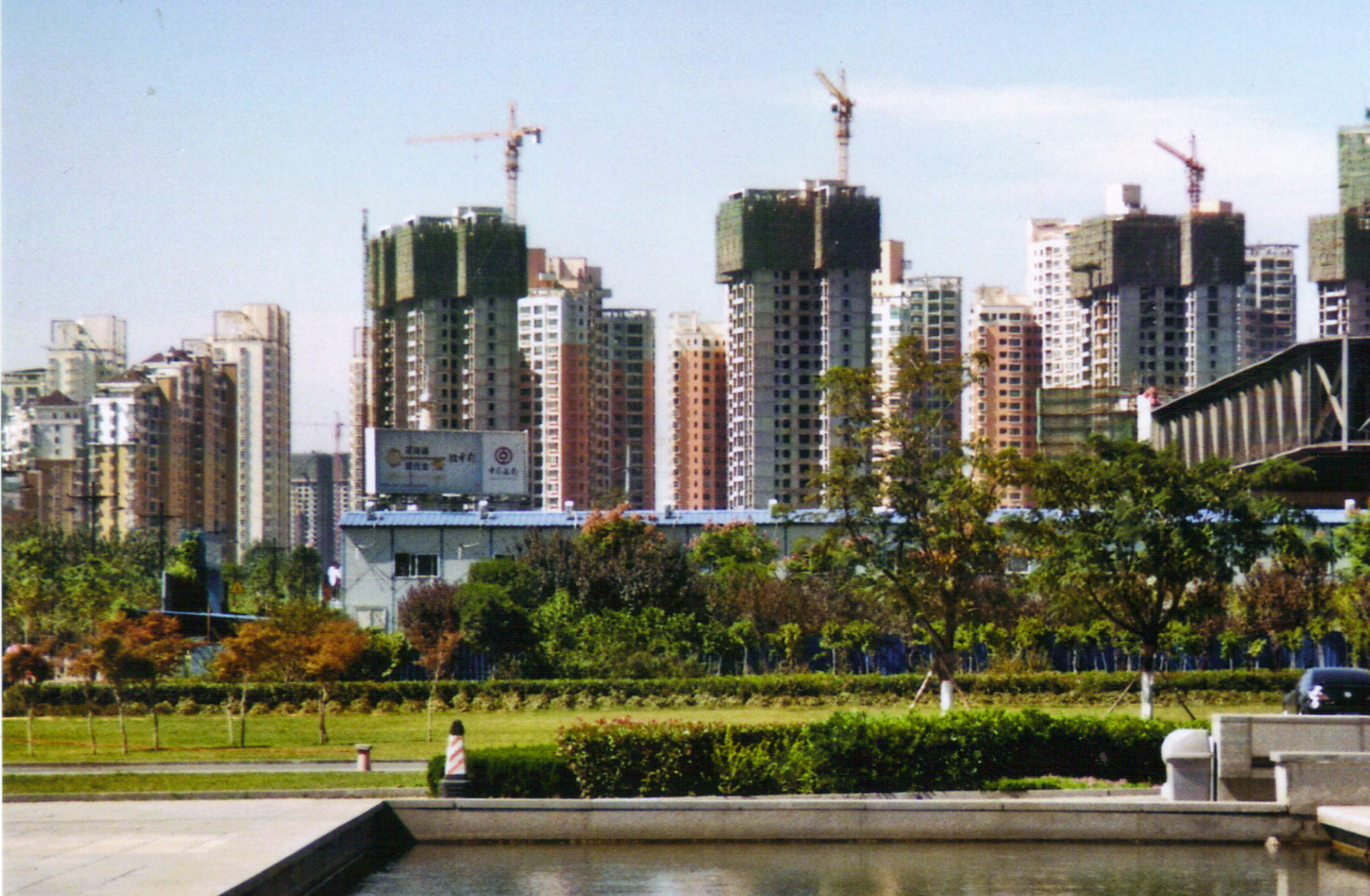
Városkép
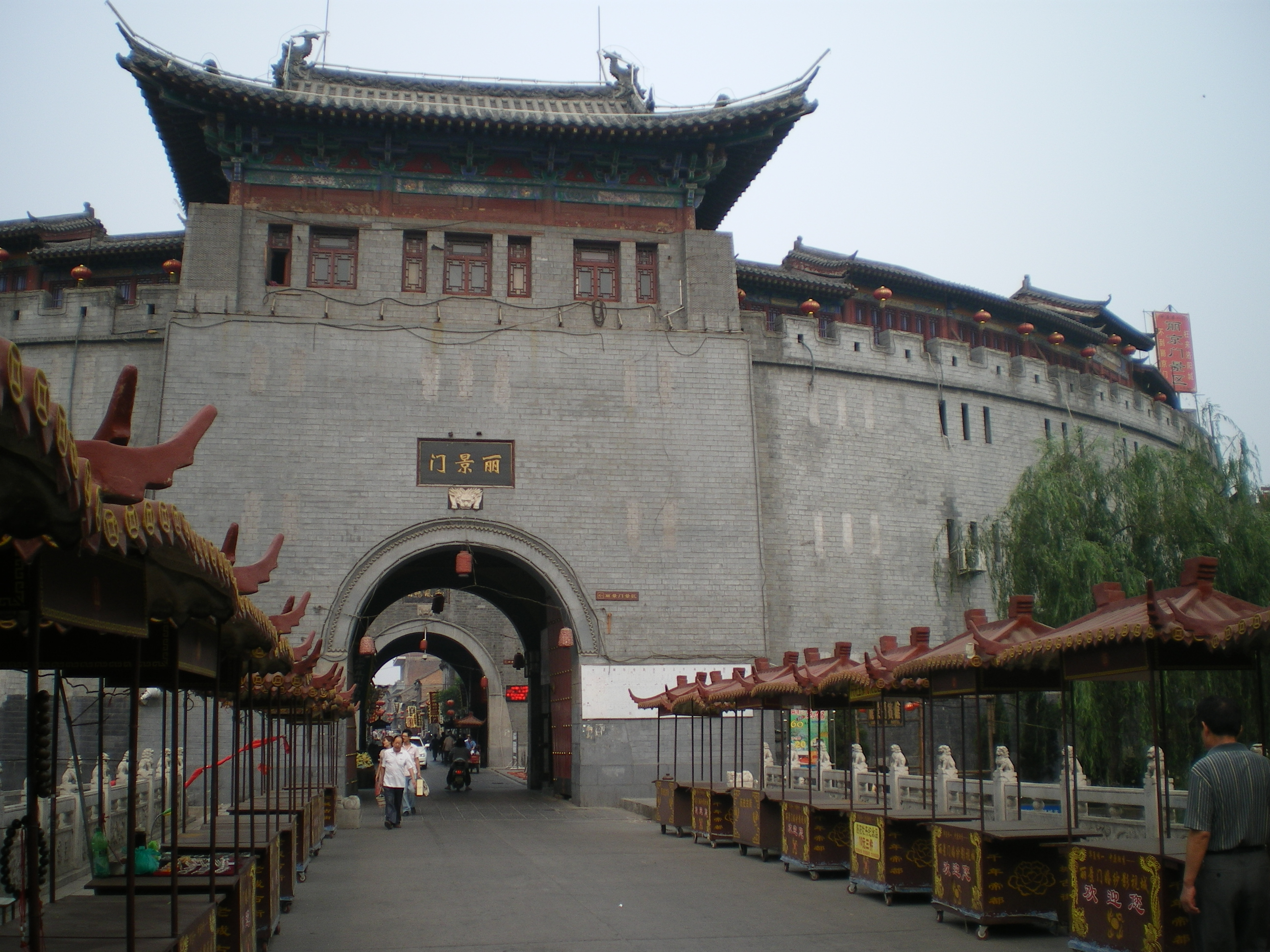
Licsing- (Lijing-) kapu
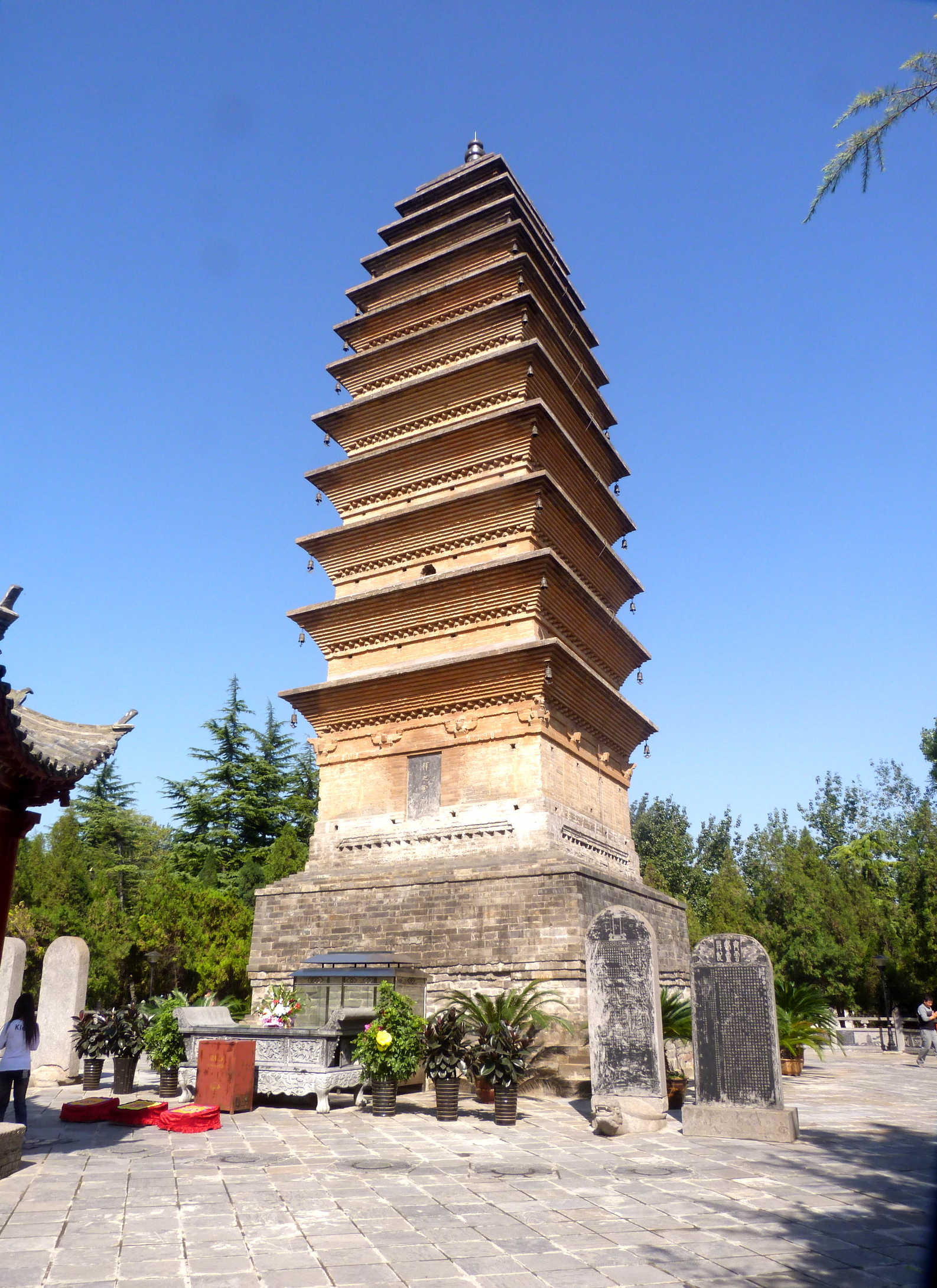
Csijün- (Qiyun-) pagoda
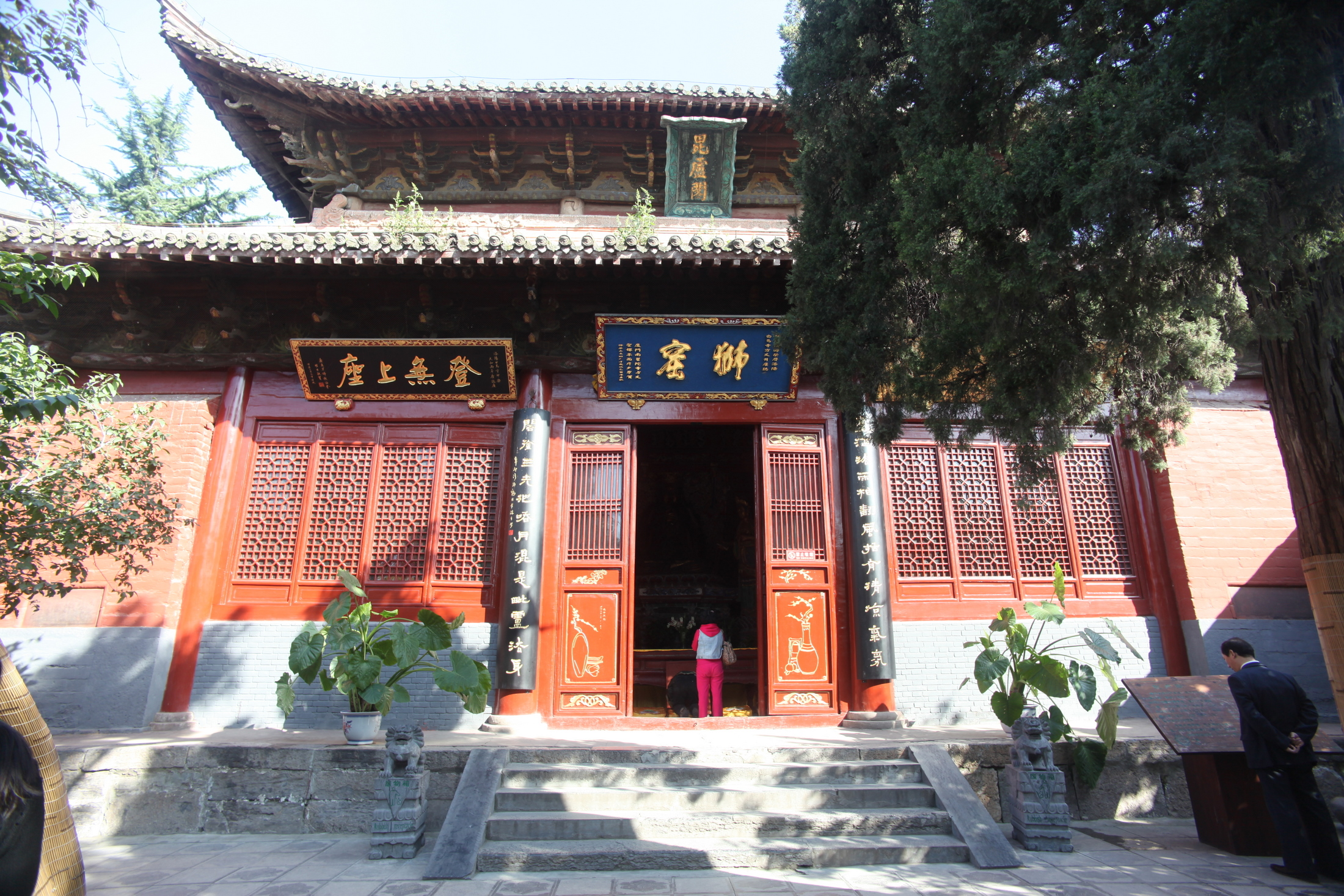
A Fehér Ló-templom egy épülete

## Fordítás
Ez a szócikk részben vagy egészben  a   Luoyang című angol Wikipédia-szócikk fordításán alapul.  Az eredeti cikk szerkesztőit annak laptörténete sorolja fel. Ez a jelzés csupán a megfogalmazás eredetét és a szerzői jogokat jelzi, nem szolgál a cikkben szereplő információk forrásmegjelöléseként.